# Extensionsfunktor
Der Extensionsfunktor (oder Ex-Funktor) ist im mathematischen Teilgebiet der Höheren Kategorientheorie ein Endofunktor auf der Kategorie der simplizialen Mengen. Aufgrund vieler bemerkenswerter Eigenschaften hat der Extensionsfunktor zahlreiche und starke Anwendungen in der Homotopischen Algebra. Am bekanntesten ist dabei die durch diesen mögliche Konstruktion von Kan-Komplexen aus beliebigen simplizialen Mengen, wodurch oft erstere ohne Beschränkung der Allgemeinheit für Beweise über letztere verwendet werden können. Darüber hinaus ist der Extensionsfunktor sehr gut kompatibel mit der Kan-Quillen-Modellstruktur und kann etwa für explizite Formulierungen von dessen Faktorisierungen oder die Suche nach schwachen Homotopieäquivalenzen verwendet werden.

## Definition
Mit dem Subdivisionsfunktor ist der Extensionsfunktor definiert als:
{\displaystyle \operatorname {Ex} \colon \mathbf {sSet} \rightarrow \mathbf {sSet} ,\operatorname {Ex} (Y)_{n}:=\operatorname {Hom} (\operatorname {Sd} (\Delta ^{n}),Y).}
Wegen des Yoneda-Lemmas ist zudem {\displaystyle \operatorname {Ex} (Y)_{n}\cong \operatorname {Hom} (\Delta ^{n},\operatorname {Ex} (Y))}. Dabei sind die verbindenden Abbildungen der einzelnen Mengen durch die Vorkomposition der Anwendung des Subdivisionsfunktors auf alle kanonischen Inklusionen {\displaystyle \Delta ^{n-1}\hookrightarrow \Delta ^{n}} gegeben. Da der Subdivisionsfunktor per Definition mit allen Kolimiten kommutiert und es für jede simpliziale Menge {\displaystyle X} einen Isomorphismus:
{\displaystyle X\cong \varinjlim _{\Delta ^{n}\rightarrow X}\Delta ^{n}}
gibt, ist dieser sogar linksadjungiert zum Extensionsfunktor, notiert als {\displaystyle \operatorname {Sd} \dashv \operatorname {Ex} }. Für simpliziale Mengen {\displaystyle X} und {\displaystyle Y} gilt:
{\displaystyle {\begin{aligned}\operatorname {Hom} (\operatorname {Sd} (X),Y)&\cong \operatorname {Hom} (\operatorname {Sd} (\varinjlim _{\Delta ^{n}\rightarrow X}\Delta ^{n}),Y)\cong \operatorname {Hom} (\varinjlim _{\Delta ^{n}\rightarrow X}\operatorname {Sd} (\Delta ^{n}),Y)\cong \varprojlim _{\Delta ^{n}\rightarrow X}\operatorname {Hom} (\operatorname {Sd} (\Delta ^{n}),Y)\\&\cong \varprojlim _{\Delta ^{n}\rightarrow X}\operatorname {Hom} (\Delta ^{n},\operatorname {Ex} (Y))\cong \operatorname {Hom} (\varinjlim _{\Delta ^{n}\rightarrow X}\Delta ^{n},\operatorname {Ex} (Y))\cong \operatorname {Hom} (X,\operatorname {Ex} (Y)).\end{aligned}}}
Dadurch kann der Extensionsfunktor auch einfach als der zum Subdivisionsfunktor rechtsadjungierte Funktor definiert werden. Deren Konstruktion über Fortsetzung durch Kolimiten und Definition als adjungiert auf Simplizes ist ähnlich zu der Adjunktion zwischen geometrischer Realisierung und dem singulären Funktor, nur dass es dabei als wichtigem Unterschied keinen Isomorphismus:
{\displaystyle X\cong \varinjlim _{|\Delta ^{n}|\rightarrow X}|\Delta ^{n}|}
für jeden topologischen Raum {\displaystyle X} gibt. Das liegt daran, dass der Kolimes immer ein CW-Komplex gibt, für welche der Isomorphismus jedoch existiert.
Die natürliche Transformation {\displaystyle a\colon \operatorname {Sd} \Rightarrow \operatorname {Id} } induziert eine natürliche Transformation {\displaystyle b\colon \operatorname {Id} \Rightarrow \operatorname {Ex} } unter der Adjunktion {\displaystyle \operatorname {Sd} \dashv \operatorname {Ex} }. Insbesondere gibt es einen kanonischen Morphismus {\displaystyle b_{X}\colon X\rightarrow \operatorname {Ex} (X)} für jede simpliziale Menge {\displaystyle X}.

## Ex∞-Funktor
Für eine simpliziale Menge {\displaystyle X} induziert der kanonische Morphismus {\displaystyle b_{X}\colon X\rightarrow \operatorname {Ex} (X)} ein {\displaystyle \mathbb {N} }-förmigen Kegel {\displaystyle X\rightarrow \operatorname {Ex} (X)\rightarrow \operatorname {Ex} ^{2}(X)\rightarrow \operatorname {Ex} ^{3}(X)\rightarrow \ldots } dessen Limes als:
{\displaystyle \operatorname {Ex} ^{\infty }(X):=\varinjlim _{n\in \mathbb {N} }\operatorname {Ex} ^{n}(X)}
notiert wird. Da Limes und Kolimes vertauscht sind, gibt es keine Adjunktion {\displaystyle \operatorname {Sd} ^{\infty }\dashv \operatorname {Ex} ^{\infty }} mit dem Sd∞-Funktor. Für die Untersuchung von Simplizes ist das jedoch unbedeutend, da jeder {\displaystyle m}-Simplex {\displaystyle \Delta ^{m}\rightarrow \operatorname {Ex} ^{\infty }(X)} wegen der Kompaktheit des {\displaystyle m}-Standardsimplex {\displaystyle \Delta ^{m}} über einen Morphismus {\displaystyle \Delta ^{m}\rightarrow \operatorname {Ex} ^{n}(X)} für ein {\displaystyle n\in \mathbb {N} } faktorisiert, bei welchem die Adjunktion {\displaystyle \operatorname {Sd} ^{n}\dashv \operatorname {Ex} ^{n}} angewendet werden kann, um einen Morphismus {\displaystyle \operatorname {Sd} ^{n}(\Delta ^{m})\rightarrow X} zu erhalten.
Die natürliche Transformation {\displaystyle b\colon \operatorname {Id} \Rightarrow \operatorname {Ex} } induziert eine natürliche Transformation {\displaystyle \beta \colon \operatorname {Id} \Rightarrow \operatorname {Ex} ^{\infty }}. Insbesondere gibt es einen kanonischen Morphismus {\displaystyle \beta _{X}\colon X\rightarrow \operatorname {Ex} ^{\infty }(X)} für jede simpliziale Menge {\displaystyle X}.

## Eigenschaften
- Für jede simpliziale Menge {\displaystyle X} ist der kanonische Morphismus {\displaystyle b_{X}\colon X\rightarrow \operatorname {Ex} (X)} ist eine schwache Homotopieäquivalenz.[6][7]
- Der Extensionsfunktor {\displaystyle \operatorname {Ex} } erhält schwache Homotopieäquivalenzen (was mit der vorherigen Eigenschaft sowie deren 2-aus-3-Eigenschaft folgt) und Kan-Faserungen,[8] also die Faserungen und trivialen Faserungen der Kan-Quillen-Modellstruktur. Dadurch wird die Adjunktion {\displaystyle \operatorname {Sd} \dashv \operatorname {Ex} } sogar zu einer Quillen-Adjunktion {\displaystyle \operatorname {Sd} \colon \mathbf {sSet} _{\mathrm {KQ} }\rightleftarrows \mathbf {sSet} _{\mathrm {KQ} }\colon \operatorname {Ex} }.

- Für jede Horninklusion {\displaystyle \Lambda _{k}^{n}\hookrightarrow \operatorname {Ex} (X)} mit einer simpliziale Menge {\displaystyle X} gibt es einer Erweiterung {\displaystyle \Delta ^{n}\hookrightarrow \operatorname {Ex} ^{2}(X)}.[9][10]
- Für jede simpliziale Menge {\displaystyle X} ist die simpliziale Menge {\displaystyle \operatorname {Ex} ^{\infty }(X)} ein Kan-Komplex, also ein faserndes Objekt der Kan-Quillen-Modellstruktur.[11][12][13] Das folgt direkt aus der vorherigen Eigenschaft. Darüber hinaus ist der kanonische Morphismus {\displaystyle \beta _{X}\colon X\hookrightarrow \operatorname {Ex} ^{\infty }(X)} ein Monomorphismus und eine schwache Homotopieäquivalenz, also eine triviale Kofaserung der Kan-Quillen-Modellstruktur.[11][13] Dadurch wird {\displaystyle \operatorname {Ex} ^{\infty }(X)} zum fasernden Ersatz von {\displaystyle X} in der Kan-Quillen-Modellstruktur, also der Faktorisierung des terminalen Morphismus {\displaystyle X\rightarrow \Delta ^{0}} in eine triviale Kofaserung gefolgt von einer Faserung. Zudem ergibt sich die Einschränkung {\displaystyle \operatorname {Ex} ^{\infty }\colon \mathbf {sSet} \rightarrow \mathbf {Kan} } mit der Unterkategorie {\displaystyle \mathbf {Kan} \hookrightarrow \mathbf {sSet} } der Kan-Komplexe.
- Der unendliche Extensionsfunktor {\displaystyle \operatorname {Ex} ^{\infty }} erhält alle drei Klassen der Kan-Quillen-Modellstruktur, also Kan-Faserungen, Monomorphismen und schwache Homotopieäquivalenzen  (was wieder mit der vorherigen Eigenschaft sowie deren 2-aus-3-Eigenschaft folgt).[14][15]
- Der Extensionsfunktor {\displaystyle \operatorname {Ex} } und der unendliche Extensionsfunktor {\displaystyle \operatorname {Ex} ^{\infty }} erhalten beide die Mengen der {\displaystyle 0}-Simplizes. Für eine simpliziale Menge {\displaystyle X} gilt:[16]
{\displaystyle \operatorname {Ex} (X)_{0}=X_{0},}
{\displaystyle \operatorname {Ex} ^{\infty }(X)_{0}=X_{0}.}
- Der Extensionsfunktor fixiert den singulären Funktor. Für einen topologischen Raum {\displaystyle X} gilt:

{\displaystyle \operatorname {Ex} \operatorname {Sing} (X)\cong \operatorname {Sing} (X).}
Das folgt aus {\displaystyle |\operatorname {Sd} (X)|\cong |X|} für jede simpliziale Menge {\displaystyle X} mit den Adjunktionen {\displaystyle |-|\dashv \operatorname {Sing} } und {\displaystyle \operatorname {Sd} \dashv \operatorname {Ex} }. Insbesondere gilt für einen topologischen Raum {\displaystyle X}:
{\displaystyle \operatorname {Ex} ^{\infty }\operatorname {Sing} (X)\cong \operatorname {Sing} (X),}
was zur Tatsache passt, dass der singuläre Funktor bereits einen Kan-Komplex ergibt, welcher daher den eigenen fasernden Ersatz darstellt.